# Carl Spitzweg
Carl Spitzweg (Múnich, 5 de febrero de 1808 - Múnich, 23 de septiembre de 1885) fue un pintor alemán del Romanticismo, considerado entre los representantes más importantes del período Biedermeier.

## Trayectoria
Nació en Unterpfaffenhofen, segundo de tres hijos de Franziska y Simon Spitzweg. Su padre, rico mercader, le hizo estudiar farmacia.
Carl comenzó a pintar en forma autodidacta después de una enfermedad, copiando los trabajos de los maestros flamencos. Sus primeras obras propias fueron contribuciones a revistas satíricas.
Más tarde, Spitzweg visitó los centros artísticos europeos, donde estudió la obra de varios artistas y refinó su técnica y estilo: en sus viajes visitó Praga, Venecia, París, Londres y Bélgica.
Sus últimas obras son casi todas retratos humorísticos y excéntricos.

## Principales obras

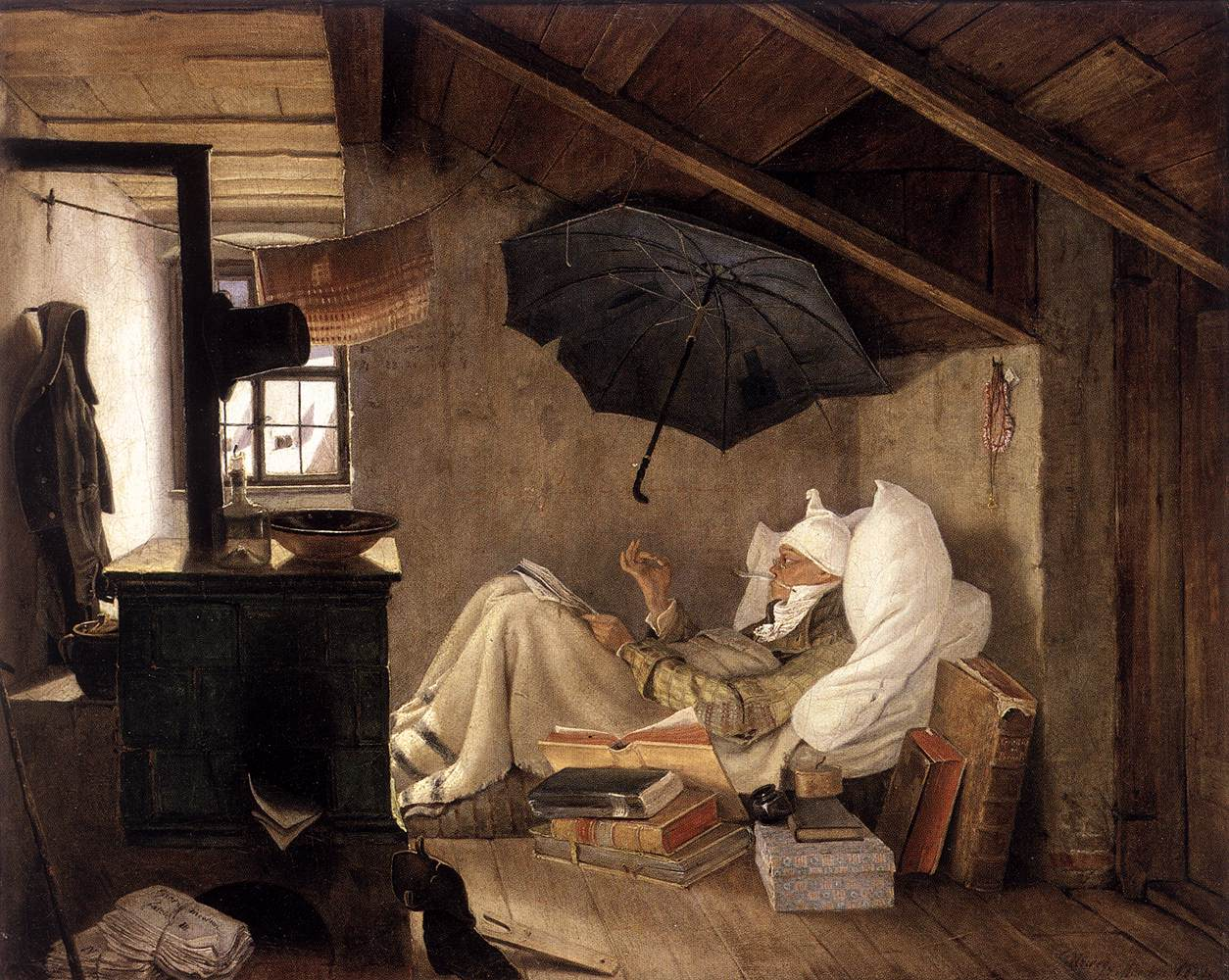
El poeta pobre (1839).

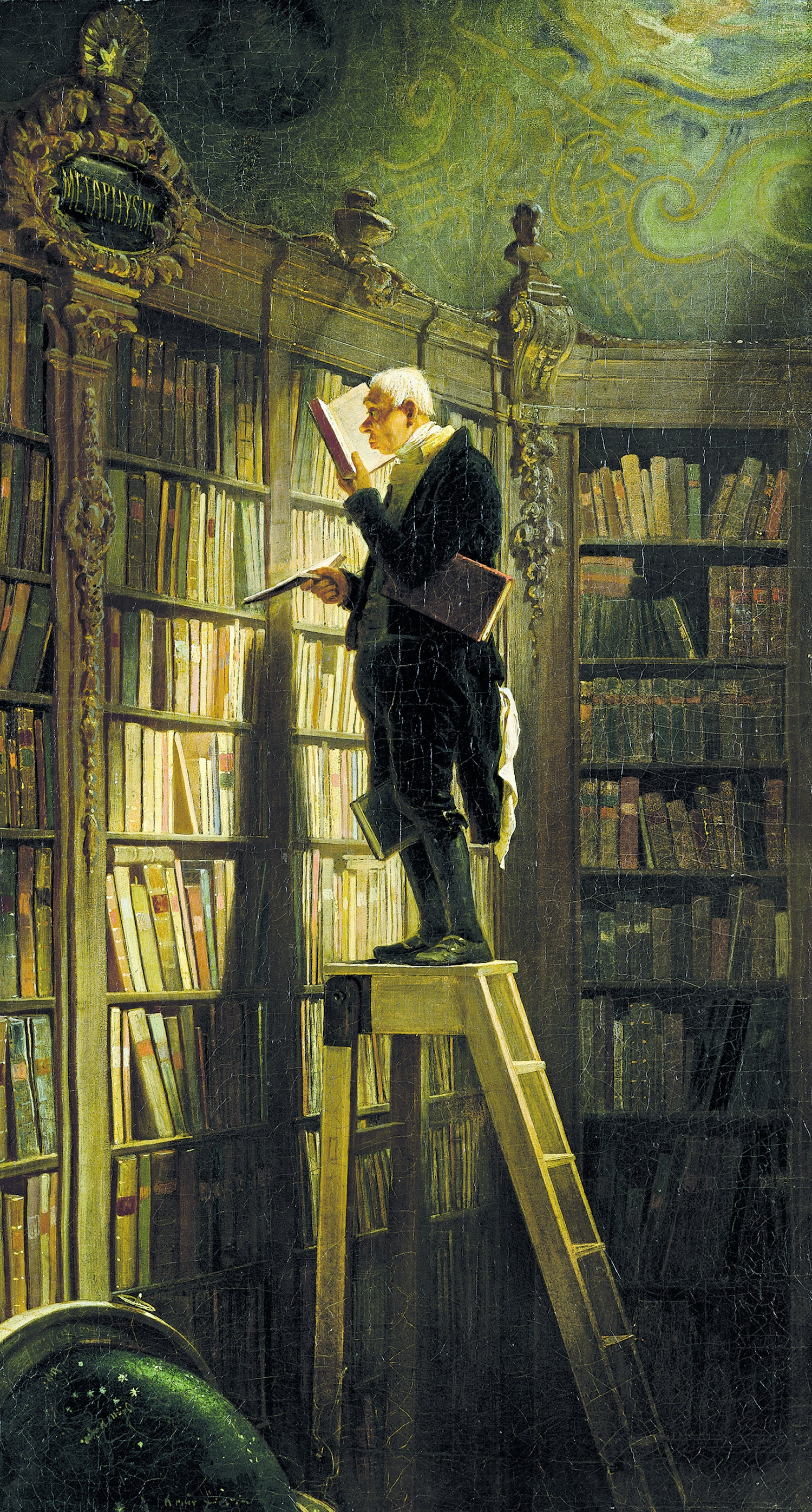
El ratón de biblioteca (1850).

- El poeta pobre.
- El ratón de biblioteca.
- Carta de amor interceptada.
- Dos ermitaños.
- Serenata.
- Serenata española.